# Merlin Leonhardt
Merlin Leonhardt (* 25. August 1988 in Karlsruhe) ist ein deutscher Schauspieler.

## Leben
Leonhardt absolvierte von 2005 bis 2009 eine Schauspielausbildung am Giles Foreman Centre for Acting in London.
Einem breiten Publikum wurde er durch seine Rolle als Till „Bommel“ Kuhn in der Fernsehserie Gute Zeiten, schlechte Zeiten bekannt. Er gehörte dem Ensemble seit August 2012 zunächst als Nebenrolle und zwischen Dezember 2013 und September 2014 als Hauptrolle an. Von August 2016 bis Januar 2017 war er erneut als Till Kuhn zu sehen, ehe seine Rolle den Serientod starb.

## Filmografie (Auswahl)
- 2010: Gerettet (Kurzfilm)
- 2010: Counting My Days
- 2012: Inga Lindström – Der Tag am See
- 2012: Trefall (Kurzfilm)
- 2012–2014, 2016–2017: Gute Zeiten, schlechte Zeiten
- 2016: Bettys Diagnose (Fernsehserie, 3 Folgen)
- 2017: 4 Blocks (Fernsehserie)
- 2018: Arthurs Gesetz (Fernsehserie, 3 Folgen)
- 2019: Daheim in den Bergen – Liebesleid (Fernsehfilm)
- 2019: In aller Freundschaft – Die jungen Ärzte (Fernsehserie, Folge Endspurt)
- 2019: SOKO Leipzig (Fernsehserie, Folge Der Rattenfänger)
- 2021: Harter Brocken: Der Waffendeal
- 2021: Der Zürich-Krimi: Borchert und der verlorene Sohn
- 2022: SOKO Potsdam (Fernsehserie, Folge Es lebe der Sport)
- 2023: Tatort: Das Wunderkind
- 2025: In aller Freundschaft – Die jungen Ärzte (Fernsehserie, Folge Zweifel)